# Organization Studies (revue)
Ne doit pas être confondu avec Organization (revue).
Organization Studies est une revue scientifique mensuelle, basée sur l'évaluation par les pairs, qui couvre le champ de la théorie des organisations. Fondée en 1980 et publiée par SAGE, elle est rattachée au European Group for Organizational Studies (EGOS).

## Anciens éditeurs en chef
(au 02/09/2015)
- John Child
- Stewart R. Clegg
- David Courpasson
- David J. Hickson
- Arndt Sorge
- Haridimos Tsoukas
- David C. Wilson